# Deutsche Turn- und Spielmeisterschaften 1943
Die Deutschen Turn- und Spielmeisterschaften 1943 fanden am 4. und 5. September 1943 in Augsburg statt. Es waren die 23. Meisterschaften nach dem Ersten Weltkrieg und gleichzeitig die vierten Meisterschaften während des Zweiten Weltkrieges. Insgesamt 78 Turner und 82 Turnerinnen nahmen an der Sportveranstaltung teil, die mehr als 10.000 Zuschauer anzog. Austragungsorte waren der sogenannte Schwabenplatz des TSV Schwaben Augsburg und der alte TVA-Platz im Stadtteil Hochfeld.
Meister im Zwölfkampf der Männer wurde Erich Wied aus Stuttgart. Bei den Frauen siegte im Achtkampf Irma Walther-Dumbsky, die damit zum vierten Mal den Meistertitel erhielt. Im Faustball der Männer siegte der Deutsche Turnerbund 1862 Linz, im Korbball der Frauen die Turngemeinde Schweinfurt 1848.

## Wettbewerbe
Es wurden vier verschiedene Wettbewerbe bei den Deutschen Turn- und Spielmeisterschaften 1943 ausgetragen:
- Zwölfkampf (Männer)
- Achtkampf (Frauen)
- Faustball (Männer)
- Korbball (Frauen)

## Programm
Samstag, 4. September 1943
- 11 Uhr – Empfang der Teilnehmer im Goldenen Saal des Augsburger Rathauses durch Oberbürgermeister Josef Mayr
- 14 Uhr – Einmarsch der Teilnehmer auf dem Schwabenplatz
- 14.05 bis 17 Uhr – Pflichtübungen im Zwölfkampf der Turner sowie im Achtkampf der Turnerinnen auf dem Schwabenplatz
- 15 bis 17.35 Uhr – Vor- und Zwischenspiele im Faustball der Männer und im Korbball der Frauen auf dem alten TVA-Platz
- ab 19.45 Uhr – Festabend im Ludwigsbau

Sonntag, 5. September 1943
- 9 bis 11 Uhr – Kürübung Zwölfkampf der Turner sowie im Achtkampf der Turnerinnen auf dem Schwabenplatz
- 9 bis 11.35 Uhr – Zwischenspiele im Faustball der Männer und im Korbball der Frauen auf dem alten TVA-Platz
- 13.45 bis 14 Uhr – Kinderturnen
- ab 14 Uhr – Endkämpfe der Turner und der Turnerinnen auf dem Schwabenplatz sowie Endspiel im Korbball der Frauen und im Faustball der Männer
- ab 17 Uhr – Schlussfeier

## Ergebnisse
| Zwölfkampf der Männer 1. Erich Wied – 236 Punkte 2. Theo Wied – 231,4 Punkte 3. Hans Friedrich – 228,3 Punkte 4. Adalbert Dickhut – 223,4 Punkte 5. Andreas Loibl – 221,4 Punkte 6. Helmut Schmidt – 217,3 Punkte 7. Walter Unteutsch – 217,1 Punkte 7. Friedel Overwien – 217,1 Punkte 8. Rudi Albusberger – 216,1 Punkte 9. Werner Pfitzenmeier – 212,9 Punkte 10. Heinz Boll – 212,5 Punkte 11. Eberhard Frenger – 211,8 Punkte 12. Alfred Kühner – 209,9 Punkte | Achtkampf der Frauen 1. Irma Walther-Dumbsky – 161,7 Punkte 2. Martha Pruggmayer – 157 Punkte 3. Irmgard Bogner – 153,9 Punkte 4. Irmgard Holsten – 153 Punkte 5. Martha Jacob – 152,3 Punkte 6. Ursula Pagel – 151,5 Punkte 7. Ursula Hauth – 150,4 Punkte 8. Lilli Ulmschneider – 147,8 Punkte 9. Ursula Mandel – 147,4 Punkte 10. Elisabeth Lenzing – 146,7 Punkte 11. Lisel Koch – 146,5 Punkte 12. Helli Fabian – 146,4 Punkte |
| Vorspiele Faustball Männer - Berlin – Hannover 29:31 (17:16) - Frankfurt – Schweinfurt 30:26 (12:14) - Hannover – Linz 28:39 (13:20) - Frankfurt – Schweinfurt 24:24 (12:12) - Linz – Berlin 34:26 (12:12) | Vorspiele Korbball Frauen - Ludwigshafen – Schweinfurt 1:2 (0:1) - Schweinfurt – Ludwigshafen 6:3 (3:2) - Hannover – Wien 1:4 (0:2) - Wien – Berlin 0:3 (0:1) - Hannover – Berlin 1:3 (0:2) |
| Zwischenspiele Faustball Männer - Berlin – Schweinfurt 38:30 (17:14) - Berlin – Hannover 31:27 (17:15) - Schweinfurt – Hannover 18:15 (7:10) | Zwischenspiele Korbball Frauen - Wien – Ludwigshafen 5:3 (3:0) - Ludwigshafen – Hannover 2:1 (1:0) |
| Endspiel Faustball Männer - Linz – Frankfurt 37:29 (15:13) | Endspiel Korbball Frauen - Schweinfurt – Berlin 3:2 (3:0) |

## Quelle
- Augsburger National-Zeitung, Ausgabe vom 4. und 5. September 1943